# 白井光浩
白井 光浩（しらい みつひろ、1968年3月26日 - ）は、日本の俳優、タレント、YouTuber。

## 来歴
神奈川県横浜市生まれ。
1986年、映画「ビー・バップ・ハイスクール 高校与太郎哀歌」で、主人公・中間徹の因縁のライバル「城東工業のテル」こと藤本輝男を演じ、注目を浴びる。テル独特のイントネーションは多大なインパクトを放ち、テルの一挙手一投足を真似する所謂「テルチルドレン」が公開当時、中学生を中心に急増する。
その後、一般職に従事するものの、2012年より商業映画、商業演劇の世界で本格的に役者活動を再始動する。
主な出演作に「冴え冴えてなほ滑稽な月」「96分間　無敵の暴走親父」「乱死怒町より愛を吐いて」「イタズラなKiss   ハイスクール編」等がある。舞台では「散りゆく花の輝るとき」「学校に原発ができる日」「約束」等に出演。また「生きる」(14年)では、役者人生として初となる「俳優座」の舞台を踏む。

## 出演作品

### 映画
- ビー・バップ・ハイスクール     高校与太郎哀歌　(1986年)  - 藤本輝男
- 冴え冴えてなほ滑稽な月 (2013年)  - 刑事
- 乱死怒町より愛を吐いて (2015年)  - テル
- 龍帝 -DRAGON EMPEROR- (2016年)  - 石川照夫
- イタズラなKiss THE Movie「ハイスクール編」 (2016年)
- ショート・カット (2017年)
- 99.9-刑事専門弁護士-THE MOVIE（2021年12月30日、松竹） - 輝本 役
- ビーバップのおっさん (2022年)  - 主演・藤元輝

### Vシネマ
- 極道の紋章 第19章 (2012年) - 会津 伏見会若頭 渕上
- 汚れた紋章  (2013年)
- 学校に原発が出来る日 (2013年)
- 裏麻雀美神列伝  脱がせの美咲 (2013年)
- 裏麻雀美神列伝  闇討ちのユメ  (2014年)
- アナあき姫殺人事件 (2014年)
- 進撃の女人 (2015年)
- 96分間  無敵の暴走親父 (2015年) - 主演
- 東京地下女子刑務所  CHAPTER4・エリア∞ (2016年)

### テレビドラマ
- 99.9-刑事専門弁護士- 完全新作SP新たな出会い篇（2021年12月29日、TBSテレビ） - テル / 輝本富士夫 役
- 警視庁アウトサイダー 第5話 - 黒扇会 土方健作 役

### バラエティ番組
- しゃべくり007 中山美穂＆山本耕史＆上白石萌音”会いたい人”ご対面SP!!（2022年12月19日、日本テレビ）

### 舞台
- 散りゆく花の輝るとき (2012年) - 主演
- 学校に原発が出来る日 (2013年) - カン理事長
- 約束 (2013年) - 主演
- 放射線をはかる少女たち (2014年)
- 生きる (2014年 - 2016年) - 佐藤
- 手児奈 (2015年) - 演出と出演  ※(第８回神奈川県地域演劇交流発表会2015スプリングシアターフェスティバル最優秀賞、神奈川県教育長賞受賞)

### ウェブ配信
- HITOSHI MATSUMOTO presents ドキュメンタル（2018年5月18日、Amazonプライム・ビデオ） - シーズン5

## トークライブ
- ビーバップトークライブ 高校与太郎大讃歌! in 山中温泉（2020年6月7日 開催）[2]。